# Kiosk (gruppo musicale)
I Kiosk (persiano: کیوسک) sono un gruppo rock formatosi a Teheran nel 2003, noto per la sua miscela di stili musicali e per i suoi testi ironici che affrontano l'angoscia culturale iraniana.

## Storia
I Kiosk sono un pionieristico gruppo rock iraniano fondato da Arash Sobhani a Teheran nel 2003. Il nome della band, Kiosk, deriva dalla formazione originale del gruppo a Teheran, quando i suoi membri si riunivano in ogni possibile spazio improvvisato o "Kiosk" per suonare la loro musica senza timore di essere arrestati.
Dopo la censura e le restrizioni da parte delle autorità iraniane, i suoi musicisti sono emigrati negli Stati Uniti e in Canada. Da allora la band è stata in tournée in tutto il mondo e ha pubblicato sette album.
I Kiosk sono noti per i suoi testi satirici, che forniscono un commento socio-politico della vita in Iran, così come per la sua miscela di diversi stili musicali, dal folk iraniano al jazz gitano al rock. La musica dei Kiosk è stata descritta da BBC World come "canzoni che parlano a una generazione [...] La pungente satira politica dei Kiosk è nascosta nel suo suono blues e folk". Haaretz descrive i Kiosk come la band più nota della diaspora iraniana, mentre Al-Ahram la descrive come la band che ha dato voce alla loro generazione.
L'album dal vivo di Kiosk Triple Distilled, registrato allo Yoshi's Jazz Club, è stato scelto dal presentatore Mark Coles di "World of Music" di BBC World come uno dei dieci migliori album di musica mondiale dell'anno, insieme ad artisti come Paolo Conte e Ali Farka Touré. Il TIME Magazine ha definito Kiosk "una band che può criticare il governo iraniano senza ritorsioni".

## Discografia

### Albums
- 2005: Adam e Mamooli (Ordinary Man)
- 2007: Eshgh e Sorat (Amor De La Velocidad)
- 2008: Bagh e Vahsh e Jahaani (Global Zoo)
- 2010: Seh Taghtireh (Triple Distilled: Live at Yoshi's)
- 2011: Natijeh e Mozakerat (Outcome of Negotiations)
- 2013: Tashkilat e Movazi (Parallel Establishments)
- 2014: Zang Bezan Azhans (Call a Cab)
- 2015: Vaziat e Narengi ( Condition Orange)
- 2016: Stereo Tull Taghdim Mikonad ( Stereo Tull Presents)
- 2018: Stereo Tull Taghdim Mikonad - Bazsazi Shod e ( Stereo Tull Presents - Remastered)
- 2021: Payan e Shirin (Sweet Destiny)

### Singli ed EP
- 2008: "Yarom Bia" featuring Mohsen Namjoo
- 2009: "Morgh e Sahar" ("Bird of Dawn") featuring Mohsen Namjoo
- 2009: "Dasht e Sabz" ("Green Field")
- 2009: "Nameh Be Sardar" ("Letter to the Sardar")
- 2009: "Jurassic Park Coalition"
- 2014: "Strange Days" - JJ Cale cover
- 2018: "To Ro Mikham" ("I Want You")